# اعتصابات کارگری ۱۴۰۲ ایران
اعتصابات کارگری ۱۴۰۲ ایران که به کمپین ۱۴۰۲ و کمپین ۲۰۱۰ معروف است، به مجموعه اعتصاباتی گفته می‌شود که توسط کارگران شرکت‌های مختلف در اعتراض به عدم افزایش دستمزد، وضعیت بد معیشتی و حکمرانی نظام جمهوری اسلامی به انجام رسید.

## زمینه‌ها
در خیزش ۱۴۰۱ ایران، کارگران صنایع مختف ایران، برای همبستگی و اعتراض در فراخوان‌هایی که صادر می‌شد دست به اعتصاب می‌زدند. به دنبال اعلام رسانه‌ها طی یک سال گذشته دست‌کم یک هزار و ۶۱۶ تجمع اعتراضی و اعتصاب کارگری در ایران برگزار شده‌است و دستگاه‌های امنیتی و قضائی حکومتی برای سرکوب این اعتراضات ده‌ها فعال کارگری را احضار، بازداشت و زندانی کرده‌اند. همچنین با آغاز سال ۱۴۰۲، کارگران شرکت کشت و صنعت نیشکر هفت‌تپه، در روزهای آغازین سال در اعتراض عدم افزایش دستمزد دست به اعتصاب زده و تجمع‌های اعتراضی برگزار کردند. همچنین بازنشستگان و کارگران شرکت‌های مختلف، در سال ۱۴۰۲ تجمع‌های متعددی برگزار کردند.

## فراخوان‌ها
در تاریخ ۱ اردیبهشت ۱۴۰۲ اولین اعتصاب‌ها در صنایع نفت شکل گرفت. اتحادیه‌های کارگری مختلف از این اعتصاب‌ها حمایت کرده واز بقیه کارگران خواسته‌اند به این اعتصابات بپیوندند.

## گستردگی
از زمان شکل‌گیری کمپین، بسیاری از واحدهای صنفی و کارگران، به این اعتصابات پیوستند. این اعتصابات هم‌اکنون در جریان هستند و به بیش از ۱۰۰ شرکت مختلف راه یافته‌اند.

## روزشمار

### ۱ اردیبهشت
در تاریخ ۱ اردیبهشت ۱۴۰۲، اتحادیه آزاد کارگران ایران گزارش داد کارگران شرکت‌های مختلف از جمله اتحادیه آزاد شرکت عمران صنعت شاغل در پروژه پتروشیمی آپادانا، پتروشیمی دهلران، پیمانکاری‌های بویری و باقری، کارگران شرکت آی‌جی‌سب شاغل در پروژه دشت عباس دهلران، دست به اعتصاب زدند.

#### ۲ اردیبهشت
در تاریخ ۲ اردیبهشت نیز، اعتصابات ادامه و گسترش یافت و گزارش شد که کارگران بیش از ۶۰ کارخانه به این اعتصابات پیوستند.

### ۳ اردیبهشت
در سومین روز کمپین ۱۴۰۲ در روز یکشنبه ۳ اردیبهشت اعتصاب‌ها به صنایع مس و فولاد نیز راه یافت و کارگران به نشانه اعتراض دست از کار کشیده‌اند. کارگران خواهان اضافه‌شدن دستمزد و رسیدگی به درخواست‌های خود هستند. شورای سازماندهی اعتراضات کارگران پیمانی نفت طی بیانیه‌ای از کارگران خواستند تا «با قدرت وارد اعتصابات شوند».

### ۴ اردیبهشت
روز دوشنبه ۴ علاوه بر اینکه تجمع‌های اعتراضی بازنشستگان در بیش از ده استان ایران انجام شد، کارگران پروژه‌ای بخش نفت و پتروشیمی نیز در این روز اعتصاب کردند. در سنندج نیز پرستاران تجمع کردند.

### ۵ اردیبهشت
در تاریخ ۵ اردیبهشت ۱۴۰۲، شورای هماهنگی اعتراضات کارگران پیمانی نفت در دومین بیانیه خود اعلام کرد اعتصابات کارگران «با قدرت ادامه دارد» و ابراز خوشحالی کرد که «هر روز بخش‌های بیشتری از همکاران به اعتصاب می‌پیوندند.» همچنین گزارش شد که تا ظهر سه‌شنبه، پنجم اردیبهشت کارگران پیمانی دست‌کم ۸۴ کارخانه به اعتصابات پیوستند.

#### ۶ اردیبهشت
در ششمین روز از اعتصابات، در تاریخ ۶ اردیبهشت ۱۴۰۲، کارگران شرکت اوسی‌دی اصفهان و همچنین کارگران پیمانکاری در سیرجان به اعتصابات پیوستند. به‌گزارش تشکل‌های کارگری تا تاریخ ۶ اردیبهشت، شمار واحدهایی که دست به اعتصاب زدند به بیش از ۹۰ واحد می‌رسند. همچنین در شهر رمیله عراق، کارگران یک پروژه ایرانی اعتصاب کردند.

#### ۷ اردیبهشت
کارگران در هفته اول اردیبهشت دست‌کم در ۱۱۰ واحد صنعتی و تولیدی دست به اعتصاب زدند. اتحادیه آزاد کارگران ایران با اعلام فهرست این کارگاه‌ها و شرکت‌ها اعلام کرد که بیشتر واحدهای اعتصاب‌کننده مربوط به صنعت نفت، گاز، پتروشیمی، فولاد، نیروگاه‌ها و معادن مس فعال هستند.

#### ۱۰ اردیبهشت
شورای سازماندهی اعتراضات کارگران پیمانی نفت اعلام کرد که کارگران بخش‌های مختلف پروژه ان جی ال ۳۲۰۰ میدان نفتی جفیر در استان خوزستان به اعتصابات سراسری کارگران پیمانی پیوستند. بنا بر خبر اتحادیه آزاد کارگران ایران، مظفر صالح نیا، شریف ساعدپناه از اعضای هیئت مدیره این اتحادیه در شهرستان سنندج، توسط نهادهای امنیتی احضار شدند. احضار، بازجویی و تهدید آقایان مظفر صالح نیا و شریف ساعدپناه توسط ستاد خبری وزارت اطلاعات در سنندج و حفاظت اطلاعات نیروی انتظامی سنندج به شکل تلفنی انجام شده‌است.
در آستانه روز جهانی کارگر، سیزده شهر ایران در یازده استان تهران، خراسان رضوی، اصفهان، خوزستان، فارس، کرمانشاه، گیلان، مازندران، سیستان و بلوچستان، مرکزی، و یزد شاهد برگزاری تجمع و اعتصابات کارگری و صنفی بودند. همچنین ۱۵ تشکل کارگری، صنفی و مدنی با انتشار قطعنامه‌ای با اشاره به «سرکوب خونین» اعتراضات سراسری ماه‌های گذشته در ایران گفتند که اکنون همه جامعه از جمله: «کارگر، معلم، هنرمند، سینماگر، فعال مدنی و سیاسی، پیر و جوان» در مقابل جمهوری اسلامی قرار گرفته‌اند. آنها در این قطعنامه از همه کارگران، زنان، معلمان، دانشجویان و عموم توده‌های ستمدیده مردم ایران خواستند با اتحاد و همبستگی در شوراها و تشکلهای محیط کار و محلات خود شرکت کنند.

#### ۱۱ اردیبهشت
هم‌زمان با روز جهانی کارگر، کارگران کارخانه تایر یزد، در اعتراض به دستمزدهای پایین خود دست از کار کشیده و در محوطه کارخانه تجمع کردند. همچنین کارگران بازنشسته در شوش با تظاهرات و سر دادن شعار «فقط کف خیابون، به دست میاد حقمون» دست به اعتراض زدند. جمعی از کارگران نیشکر هفت‌تپه نیز در اعتراض به برخورد نامناسب مأموران حراست با کارگرانی که اعتصاب غذا کرده‌اند، در محوطه این کارخانه تجمع اعتراضی برپا کردند.

#### ۱۳ اردیبهشت
در اهواز بازنشستگان و مستمری‌بگیران تأمین اجتماعی در واکنش اعتراضی به شرایط بد معیشتی و عدم رسیدگی به خواست و مطالبات‌شان برای بار دوم در مقابل اداره کل تأمین اجتماعی خوزستان تجمع اعتراضی برپا کردند.

#### ۱۴ اردیبهشت
کارگران حفظ و نگهداری فنی راه‌آهن شرکت رضوان درود که از بافق تا بم مشغول به کار هستند در اعتراض به عدم رسیدگی به مطالباتشان در ایستگاه زرند تجمع اعتراضی برپا کردند. همچنین کارگران بخش‌های باگاس، فضای سبز و خدمات شرکت کاغذ پارس هفت‌تپه، در اعتراض به دستمزدهای پایین، عدم تغییر شرایط کاری، ساعات طولانی کار دو شیفته وبدون استراحت و نداشتن مرخصی و دیگر مطالبات اعتصاب کردند.

#### ۱۹ اردیبهشت
اخبار فضای مجازی حاکی از این است که کارگران کاشی اصفهان، کارگران شهرداری «بندر امام»، کارگران بهشت زهرای تهران، در اعتراض به عدم رسیدگی به مطالباتشان تجمع‌های اعتراضی برپا کردند. کارگران معترض کاشی اصفهان در اقدامی سمبلیک با پهن کردن سفره و قرار دادن نان و سنگ در آن به شرایط موجود اعتراض کردند.

#### ۲۲ اردیبهشت
کارگران رسمی نیشکر هفت تپه در اعتراض به اجرای نادرست همسان‌سازی کار را متوقف نموده و دست به تجمع اعتراضی زدند. سندیکای کارگران نیشکر هفت تپه از خواست و مطالبات کارگران حمایت نموده و خواهان به رسمیت شناختن کلیه حقوق کارگران شد.

#### ۲۴ اردیبهشت
اکبر پورات، معاون سیاسی، امنیتی استاندار بوشهر گفت که از کارگران پارس جنوبی ۸ نفر به اتهام هدایت اعتصاب‌ها در این منطقه بازداشت شدند. وی مدعی شد که کارگران بازداشت‌شده «لیدر اصلی اعتصاب کارگری در منطقه پارس جنوبی» بودند.

#### ۲۵ اردیبهشت
شورای سازماندهی اعتراضات کارگران پیمانی نفت طی صدور بیانیه‌ای گزارش‌های مربوط به پایان اعتصاب کارگران در منطقه پارس جنوبی را تکذیب نمود و گفت اعتصاب این کارگران همچنان ادامه دارد. این شورا نوشته‌است که کارگران اعتصابی همچنین به «امنیتی بودن محیط کار» اعتراض دارند و خواستار آزادی برگزاری تجمع و حذف شرکت‌های پیمانکاری هستند. در این بیانیه آمده‌است که گرانی نجومی و افزایش و رشد سرسام‌آور نرخ تورم، پیمانکاران همچنان در اندیشه تحمیل دستمزدهای بسیار پایین و شرایط کاری سخت به کارگران هستند.

#### ۲۷ اردیبهشت
بر اساس خبر اتحادیه آزاد کارگران نیروهای امنیتی پس از اعتصاب‌های کارگری، هشت تن از فعالان کارگری سنندج را بازداشت کرده‌اند. بازداشت‌شدگان عبارتند از: هاجر سعیدی، کمال کریمی، سیروان محمودی، عبدالله خیرآبادی، شادمان عبدی، خبات محمودی، اقبال پیشکاری و حبیب‌الله کریمی، که به بازداشتگاه اداره اطلاعات این شهر منتقل شده‌اند.

#### ۴ خرداد
گروهی از کارگران معدن سنگ آهن چادرملو در استان یزد در ادامه اعتراضات خود نسبت به تأخیر در دریافت حقوق و عدم رسیدگی به مشکلات صنفی تجمع اعتراضی برگزار کردند.

#### ۹ خرداد
کارگران کارخانه مادکوش که یکی از تأمین کنندگان اصلی زنجیره تولید فولاد هرمزگان می‌باشد، با وجود تهدید به بازداشت و اخراج برای سومین روز به اعتصاب خود ادامه دادند. همچنین، از اعتصاب کارگران کارخانه «نفلین سینیت» در کلیبر آذربایجان شرقی نیز دو روز گذشت.

#### ۱۶ خرداد
بر اساس خبر هرانا و نقل قول آن توسط گزارش اتحادیه آزاد کارگران ایران، گروهی از کارگران شرکت بناگستر کرانه دست به اعتصاب زده و در محل کار خود تجمع اعتراضی برپا کردند.

#### ۲۷ خرداد
گروهی از کارگران فروآلیاژ ازنا در اعتراض به اینکه برخی از مفاد لایحه برنامه توسعه هفتم، حقوق کارگران را به خطر انداخته، تجمع اعتراضی برگزار کرده و خواهان حذف این لایحه شدند.

#### ۷ تیر
کارگران رسمی و شماری از کارگران قراردادی شرکت «نیشکر هفت‌تپه» برای بار چندم نسبت به عدم اجرای صحیح و بازنگری طرح طبقه‌بندی مشاغل در برابر دفتر مدیریت شرکت تجمع اعتراضی برگزار کردند. این کارگران روز دوشنبه ۵ تیر نیز در برابر دفتر مدیریت این شرکت اجتماع کردند و در ادامه با مراجعه به دفتر مدیریت اداری، خواهان پاسخگویی مقامات شرکت شدند.

#### ۱۳ تیر
گروهی از کارگران شرکت کشت و صنعت نیشکر هفت تپه در اعتراض به عدم رسیدگی به درخواست‌هایشان در محدوده محل کار خود با برپایی تجمع اعتراضی خواهان رسیدگی به درخواست‌های خود شدند.

#### ۵ مرداد
یک کارگر پتروشیمی چوار ایلام، به نام حیدر محسنی متاهل و پدر دو فرزند پس از دریافت «حکم اخراج» بعد از ۱۸ سال کار در این پتروشیمی، شامگاه پنجم مرداد خودکشی کرد. این چهارمین کارگر پتروشیمی چوار ایلام است که طی یک سال اخیر دست به خودکشی زده‌اند

#### ۱۳ مرداد
کارگران غیر رسمی پالایشگاه نفت آبادان همراه با کارگران بخش تعمیرات (اورهال) در اعتراض به فقدان امنیت شغلی، اخراج تعدای از همکاران‌شان و به دلیل پایین بودن دستمزدها اعتصاب کردند. کارگران معترض افزودند: بعد از سه سال کار در شرایط سخت و در گرما و سرما، بلاتکلیف مانده‌اند و اقدامی برای سامان‌دهی آنها نمی‌شود.

#### ۲۳ مرداد
گروهی از کارکنان مترو تهران در اعتراض به «عدم رسیدگی به مشکلاتشان» و همچنین «بندهای ضدکارگری لایحه برنامه هفتم توسعه» به خصوص نسبت به ماده ۲۹ فصل پنجم لایحه این برنامه در مترو بهارستان تجمع اعتراضی برپا کردند.

#### ۲۶ شهریور
گروهی از کارگران و کارکنان حفظ و نگهداری خط و تاسیسات فنی راه‌آهن کرمان از بافق تا زرند، به نمایندگی از ۳۵۰ کارگر، در اعتراض به: «اجرا نشدن طرح طبقه‌بندی مشاغل»، «پرداخت نشدن حق سنوات»، و دیگر وعده‌های توخالی مسئولان، در مقابل استانداری کرمان تجمع اعتراضی برپا کردند. همچنین دو فعال مدنی و کارگری شهر سنندج، «خبات دهدار» و برادر او «رامیار دهدار» توسط نیروهای امنیتی بازداشت و به مکان نامعلومی شدند. بر اساس گزارش دریافتی، نیروهای امنیتی با یورش به منزل شخصی آنها، با توسل به خشونت و بدون ارائه حکم قضایی آنها را دستگیر کرده‌اند.

#### ۶ مهر
۱۷ کارگر معترض در گروه ملی صنعتی فولاد ایران، در پی اعتراض به وضعیت مدیریت شرکت و همچنین وضعیت حقوقی خود توسط دستگاه قضایی جمهوری اسلامی به شلاق و زندان (یا جریمه) محکوم شدند. اتهام آنان «اخلال در نظم عمومی از طریق ایجاد هیاهو و جنجال» در جریان اعتراضات سال ۱۴۰۱ معرفی شده است.

#### ۳ آبان
کارکنان رسمی شرکت بهره‌برداری نفت و گاز آغاجاری برای چندمین روز در اعتراض به بی‌توجهی مدیریت این شرکت به درخواست‌های آنها تجمع اعتراضی برپا کردند.

#### ۱۰ آبان
گروهی از کارکنان شرکت بهره‌برداری نفت و گاز آغاجاری در برابر ساختمان مدیریت این شرکت جهت حذف کامل سقف‌ حقوق و حذف محدودیت حق‌ سنوات بازنشستگی، دست به تجمع اعتراضی زدند. همچنین برای «حذف کامل سقف‌ حقوق و حذف محدودیت حق‌ سنوات بازنشستگی»، در ۹ آبان گروهی از کارکنان رسمی وزارت نفت شاغل در شرکت پایانه‌‌های نفتی جزیره خارگ واقع در استان بوشهر و در ۸ آبان، جمعی از کارکنان رسمی وزارت نفت شاغل در میدان‌های نفتی بلال و ایلام متعلق به شرکت نفت فلات قاره ایران واقع در استان هرمزگان در محل کار خود با برپایی تجمع‌های اعتراضی خواستار رسیدگی به درخواست‌های خود شدند.

#### ۱۷ آبان
گروهی از کارکنان رسمی شرکت بهره‌برداری نفت و گاز آغاجاری در محل کار خود با برپایی تجمع اعتراضی خواهان رسیدگی به درخواست‌های خود شدند.

#### ۲۷ آبان
گروهی از کارکنان قرارداد موقت وزارت نفت، در اعتراض به عدم تحقق مطالباتشان در برابر شرکت ملی مناطق نفت خیز جنوب در اهواز تجمع اعتراضی برگزار کردند.

#### ۲ آذر
گروهی از کارکنان صنعت نفت و مشغول به کار در شرکت بهره‌برداری نفت و گاز آغاجاری واحد پارسی دره نی و همچنین کارگران شاغل و بازنشسته صنعت نفت در شیراز، برای رسیدگی به مشکلات صنفی خود دست به تجمع اعتراضی زدند.

#### ۱۰ آذر
به نقل از شورای سازماندهی اعتراضات کارگران پیمانی نفت، گروهی از کارکنان شرکت نفت فلات قاره ایران شاغل در دو منطقه نفتی جزیره لاوان و بهرگان به علت عدم رسیدگی به مطالبات خود دست به تجمع اعتراضی زدند. مطالبات این کارگران عبارتند از: برداشتن سقف‌ حقوق، اصلاح کف‌ حقوق، عدم دست‌ درازی به صندوق بازنشستگی نفت، عدم تفکیک مشاغل در مناطق عملیاتی، حذف محدودیت حق‌ سنوات بازنشستگی و اجرای کامل ماده ۱۰.

#### ۱۱ آذر
بنابه به گزارش اتحادیه آزاد کارگران ایران هزاران تن از کارگران کارخانه ذوب ‌آهن اصفهان با فراخوان از پیش اعلام‌شده‌ دست به اعتصاب زدند. آنها خواهان افزایش دستمزد، اجرای صحیح طرح طبقه‌بندی مشاغل، همسان‌سازی حقوق با دیگر شرکت‌های فولادی و دیگر موارد مزدی شدند.

#### ۱۲ آذر
بنا به گزارش اتحادیه آزاد کارگران ایران، جمعی از کارکنان شرکت بهره برداری نفت و گاز آغاجاری، در محل کار خود، تجمع اعتراضی برپا کرده و خواستار رسیدگی به درخواست‌های خود شدند.

#### ۲۰ آذر
شماری از کارگران کارخانه فولاد آرمان شفق در اعتراض به پایین‌ بودن حقوق‌‌ها، ثبت‌ نشدن عناوین شغلی واقعی در لیست بیمه‌‌ای، اجرای نادرست طرح طبقه‌‌بندی مشاغل و پرداخت نشدن اضافه‌کاری‌‌های اجباری در روزهای تعطیل، اعتصاب کرده و در محل کار خود تجمع اعتراضی برپا کردند.

#### ۲۲ آذر
بر اساس گزارش اتحادیه آزاد کارگران ایران، گروهی از کارکنان شرکت بهره برداری نفت و گاز آغاجاری در برابر ساختمان مدیریت این شرکت برای رسیدگی به درخواست‌های خود تجمع اعتراضی برپا کردند. اجرای کامل ماده ۱۰ و پرداخت بک‌پی و عدم دست‌ درازی به صندوق بازنشستگی کارکنان نفت، حذف کامل سقف‌ حقوق، حذف محدودیت حق‌سنوات بازنشستگی، عودت کسورات مازاد مالیات، از جمله مطالبات این کارگران است.

#### ۲۹ آذر
جمعی از کارگران کارخانه آب معدنی داماش در اعتراض به بی‌توجهی کارفرما نسبت به وضعیت معوقات مزدی و گروهی از کارکنان شرکت بهره برداری نفت و گاز آغاجاری، در اعتراض به حذف کامل سقف حقوق و سایر درخواست‌های‌شان در محل کارشان تجمع‌های اعتراضی بر‌گزار کردند.

#### ۴ دی
اعتصاب کارگران گروه ملی صنعتی فولاد اهواز، جهت رسیدگی به خواسته‌های صنفی و اجرای همسان‌سازی دستمزدها، برای سومین روز متوالی ادامه داشت. معترضان دست به راهپیمایی زده و شعارهای «هیهات من الذله» و «نه تهدید، نه زندان، دیگر اثر ندارد» سر دادند.

#### ۷ دی
اعتصاب کارگران کارخانه گروه ملی صنعتی فولاد اهواز علی‌رغم هشدار وزارت کار که از قبل به معترضان داده شده بود برای ششمین روز متوالی ادامه یافت. این کارگران معترض در چهارشنبه ۶ دی نیز شعار دادند: «مشکل ما حل نشه، اهواز قیامت می‌شه.»
سندیکای کارگران شرکت واحد اتوبوس‌رانی تهران و حومه، حبس، تعقیب و پرونده‌سازی علیه فعالان‌ معترض کارگری و سایر اقشار معترض از جمله معلمان را دلیل کارگر ستیزی حکومت جمهوری اسلامی خواند.

#### ۱۰ دی
به گزارش اتحادیه آزاد کارگران ایران، گروهی از کارکنان شرکت بهره‌برداری نفت و گاز آغاجاری و گروهی از کارکنان شرکت نفت فلات قاره ایران که در جزیره سیری مشغول به کار هستند، در محل کار خود دست به تجمع‌های اعتراضی زده و خواهان رسیدگی به مطالبات خود بودند.
در بندر ماهشهر نیز گروهی از کارگران شرکت پایانه‌ها و مخازن پتروشیمی با برگزاری تجمع‌ اعتراضی خواستار رسیدگی به مطالبات خود شدند.

#### ۱۱ دی
به گزارش سندیکای کارگران نیشکر هفت تپه، گروهی از کارگران شرکت فولاد پارس هفت تپه در برابر فرمانداری شوش در اعتراض به عدم واریز سالیانه بیمه کارگران، پرداخت نشدن به موقع و پایین بودن دستمزدها و وضعیت قرارداد، تجمع اعتراضی بر‌گزار کردند.

#### ۱۵ دی
بنا بر اعلام رسانه‌های اجتماعی کارکنان رسمی شرکت نفت فلات قاره ایران در لاوان به دلیل عدم رسیدگی به مطالبات خود دست به تجمع اعتراضی زدند. معترضان درخواست‌های خود را «پرداخت کامل سنوات بازنشستگی بر طبق قانون»، «ادغام نشدن صندوق بازنشستگی صنعت نفت با دیگر صندوق‌های ورشکسته و برگشت کسورات مازاد مالیات»، «برکناری مدیران نالایق و حذف سقف حقوق» و «تفکیک اقماری» اعلام کردند.

#### ۱۹ دی
گروهی از کارکنان شرکت نفت فلات قاره ایران در منطقه نفتی بهرگان، در اعتراض به عدم رسیدگی به مطالبات‌شان در محل کار خود تجمع اعتراض برگزار کردند.

#### ۳ بهمن
بنا بر گزارش شبکه اجتماعی صدای مستقل کارگران گروه ملی فولاد، به دنبال اجرا نشدن قول‌های مدیریت شرکت برای اجرای درست طرح طبقه‌بندی مشاغل، دور دیگری از اعتصاب کارگری در گروه ملی صنعتی فولاد اهواز شروع شده است. در جریان این اعتصاب که تا روز شنبه ۷ بهمن ادامه دارد، فعالیت کلیه خطوط تولیدی در گروه ملی فولاد توقف خورده است.

#### ۶ بهمن
در شرکت نفت فلات قاره ایران جمعی از کارگران که در مناطق عملیاتی لاوان و بهرگان مشغول به کار هستند در محل کار خود برای رسیدگی به درخواست‌های خود تجمع اعتراضی برگزار کردند.

#### ۷ بهمن
- گروهی از کارگران شرکت صنایع پتروشیمی هگمتانه در همدان در اعتراض به واریز نشدن به موقع معوقات دستمزد خود در برابر ساختمان این شرکت دست به تجمع اعتراضی زدند.[۵۵]
- به گزارش «اتحادیه آزاد کارگران ایران،» گروهی از کارگران کارخانه گروه ملی فولاد ایران با دادن شعارهای اعتراضی در برابر فرمانداری و استانداری اهواز تجمع اعتراضی برگزار کردند.[۵۵] همچنین در تعدادی از پالایشگاه‌های پنجم، ششم، نهم، دهم و دوازدهم پارس جنوبی نیز جمعی از کارگران پیمانکاری شاغل، برای اجرای کامل طرح طبقه‌‌بندی مشاغل و ساماندهی وضعیت رانندگان استیجاری اعتصاب کردند.[۵۵]

#### ۱۰ بهمن
گروهی از کارگران کارخانه «گروه ملی فولاد ایران» در اهواز برای هفتمین روز متوالی دست از کار کشیدند. این اعتراض جهت رسیدگی به اجرای وعده‌های مسئولان صورت گرفت

#### ۸ بهمن
در عباس‌آباد تهران، گروهی از کارگران خطوط ابنیه فنی راه‌آهن ناحیه شمال در برابر ساختمان اصلی راه‌آهن در اعتراض به عدم رسیدگی به مطالباتشان تجمع اعتراضی برگزار کردند.

#### ۱۴ بهمن
- گروهی از کارگران شهرداری نوش آباد در برابر ساختمان این شهرداری با برگزاری تجمع اعتراضی خواهان رسیدگی به درخواست‌هایشان شدند.[۵۸]

#### ۱۵ بهمن
- گروهی از نیروهای ارکان ثالث شرکت بهره برداری نفت و گاز گچساران در اعتراض به عدم رسیدگی به درخواست‌هایشان در محوطه این شرکت تجمع اعتراضی برپا کردند. این تجمع با دخالت نیروهای امنیتی متوقف شد.[۵۹]
- جمعی از کارکنان شرکت بهره برداری نفت و گاز آغاجاری، در اعتراض به عدم رسیدگی به درخواست‌های خود، در برابر ساختمان مدیریت این شرکت، تجمع اعتراضی برگزار کردند.[۵۹] حذف محدودیت حق‌سنوات بازنشستگی، حذف کامل سقف‌حقوق، اجرای کامل ماده۱۰ و پرداخت بک-پی، عودت کسورات مازاد مالیات، عدم ادغام و دست‌درازی به صندوق بازنشستگی کارکنان از مهمترین درخواست‌های این کارگران بود.[۵۹]
- گروهی از کارگران کارخانه سبلان‌خودرو در اعتراض به عدم پرداخت حقوق بیش از چهار ماه و بیمه تامین اجتماعی در برابر استانداری اردبیل تجمع اعتراضی برپا کردند.[۵۹] یکی از کارگران گفت که بعد‌ از تمام شدن مونتاژ‌ خودروها‌ کلیه کارگران‌ تازه وارد را‌ به‌ بهانه‌‌های‌ واهی اخراج‌ می‌‌کنند‌ و حتی حقوق‌ باقیمانده کارگران را‌ هم‌ بصورت‌ ناقص و‌ با‌ قطع‌ بیمه‌ تامین‌ اجتماعی پرداخت‌ می‌‌کنند.[۵۹]
- کارگرانی که در پالایشگاه‌‌های پنجم، ششم و هشتم مجتمع پارس جنوبی مشغول به کار هستند، در اعتراض به مشکلات معیشتی خود دست از کار کشیدند و در محوطه این مجتمع تجمع اعتراضی برگزار کردند.[۵۹]

#### ۱۶ بهمن
- جمعی از کارگران اخراج شده از نیروگاه سد دز در اعتراض به وضعیت شغلی و معیشتی خود برای هشتمین روز دست به تجمع اعتراضی زدند.[۶۰]
- کارگران نیروگاه سهند بناب در اعتراض به وضعیت بد معیشتی، درخواست‌ها و هشت‌ ماه حقوق معوقه خود دست از کار کشیده و اعتصاب کردند.[۶۰] بنابر گزارش شبکه اجتماعی این کارگران تهدید شدند که اگر به اعتصاب  ادامه بدهند اخراج میشوند.[۶۰]

#### ۲۳ بهمن
- کارکنان ذوب آهن فولاد خزر در گیلان و کارگران صنایع فولاد در اهواز، به علت عدم رسیدگی به درخواست‌های صنفی و معیشتی آنها تجمع‌های اعتراضی برگزار کردند.[۶۱]
- بنابر گزارش شورای بازنشستکان ایران، گروهی از بازنشستگان صنایع فولاد اصفهان، در برابر دفتر صندوق بازنشستگی فولاد اصفهان، تجمع اعتراضی برگزار کردند.[۶۲]
- گروهی از کارکنان شرکت داروسازی «شهید قاضی» در اعتراض به مشکلات معیشتی و پایین بودن حقوق‌ها، دست از کار کشیده  و در محوطه این شرکت دست به اعتصاب زدند.[۶۲]

#### ۲۴ بهمن
- گروهی از اپراتورهای فشار قوی برق سراسر کشور، در اعتراض به افزایش ۲۰ درصدی حقوق سال بعد آنها، در برابر شورای نگهبان در تهران تجمع اعتراضی برگزار کردند.[۶۳]
- بنابر گزارش اتحادیه آزاد کارگران ایران، جمعی از کارگران شرکت پتروشیمی فارابی در بندر ماهشهر، در اعتراض به عدم رسیدگی به درخواست‌های خود، در محل کارشان تجمع اعتراضی برگزار کردند.[۶۴]

#### ۲۵ بهمن
- به گزارش کانال تلگرامی «صدای مستقل کارگران گروه ملی فولاد»، کارگران گروه ملی صنعتی فولاد ایران در اهواز به فعالیت‌های خود در تمامی بخش‌ها توقف زدند و خواستار رسیدگی به درخواست‌های خود شدند.[۶۵] این کارگران برای دومین روز متوالی است که به اعتصاب خود ادامه دادند.[۶۵] آنها خواهان تجدید نظر در طرح طبقه‌بندی مشاغل، رفع کمبودها و همچنین همسان‌سازی دستمزدها با شرکت‌های فولاد مشابه بودند.[۶۵]
- گروهی از کارکنان اداره آب و فاضلاب بهبهان، برای سومین روز متوالی در اعتراض به عدم رسیدگی به درخواست‌هایشان در محل اداره دست به اعتصاب زدند. درخواست‌های این افراد شامل پرداخت مطالبات چند ساله پرسنل رسمی، پرداخت حقوق معوقه و عیدی بود.[۶۶]

#### ۲۶ بهمن
- گروهی از سپرده گذاران شرکت ریحان تاک در برابر استانداری قزوین تجمع اعتراضی برگزار کرده و خواهان رسیدگی به درخواست‌های خود شدند.[۶۶]
- به نقل از اتحادیه آزاد کارگران ایران، گروهی از کارگران مخازن نفتی کوه مبارک شهرستان جاسک در اعتراض به حقوق معوقه خود از کارهای روزمره دست کشیده و اعتصاب کردند.[۶۶]

#### ۲۸ بهمن
در تبریز گروهی از کارگران یک شرکت شکلات‌سازیِ نسبت به ساعات طولانی کار روزانه در مقابل حقوق بسیار پایین خود اعتراض کردند و این میزان دریافتی آنهم برای ۱۱ تا ۱۳ ساعت کار روزانه را «ناعادلانه» خواندند. اوایل بهمن، کارگران صنایعِ غذایی شیرین‌عسل و کمی بعد از آن، کارگرانِ بستنیِ اطمینانِ تبریز، در برابر کارخانه‌های مربوط نسبت به اندک بودنِ حقوق و ناتوانی در تامین معیشتِ خانواده‌های خود تجمع‌های اعتراضی برگزار کردند.

#### ۲۹ بهمن
- گروهی از کارکنان ارکان ثالث شرکت بهره برداری نفت و گاز گچساران در مقابل اداره مرکزی این شرکت، تحمع اعتراضی برگزار کردند و خواستار رسیدگی به درخواست‌های خود شدند.[۶۸]
- جمعی از کارگران خدماتی شهرداری ایلام در برابر استانداری این شهر، تجمع اعتراضی برگزار کرده و خواهان پرداخت حقوق و حل مشکلات خود شدند.[۶۸] یکی از این کارگران گفت: «تقریباً ۴ ماه است که درخواست‌های مزدی آنها پرداخت نشده است. با وجود این، هنوز راه ‌کار مناسبی از سوی مسئولان مربوط برای پرداخت مزایای آخر سال دیده نمیشود.»[۶۸]

#### ۳۰ بهمن
- گروهی از کارکنان شرکت بهره‌برداری مترو، به دلیل عدم رسیدگی به خواسته‌هایشان در برابر ساختمان شرکت بهره برداری راه آهن شهری تهران و حومه، تجمع اعتراضی برپا کردند.[۶۹]
- گروهی از کارگران شرکت لیدوم آذرستان رژون صنعت در اعتراض به عدم پرداخت معوقات مزدی سه ماهه خود در محوطه این شرکت در شهرستان جاسک، تجمع اعتراضی برپا کردند.[۶۹]

#### ۱ اسفند
گروهی از کارگران گروه ملی صنعتی فولاد، در اعتراض به عدم رسیدگی به درخواست‌هایشان، در برابر ساختمان این شرکت در اهواز تجمع اعتراضی بر‌گزار کردند. این تجمع در اعتراض به عدم اجرای دقیق طرح طبقه‌‌بندی مشاغل و همسان‌‌سازی دستمزدهای کارگران برپا شده‌است. روز ۳۰ بهمن نیز پنج نفر از کارکنان این شرکت در اعتراض به اینکه کارت تردد‌شان بسته شده در برابر ورودی شرکت بساط تحصن برپا کردند.

#### ۲ اسفند
کارگران گروه ملی فولاد اهواز برای دومین روز پی در پی فعالیت‌های خود را متوقف کرده و اعتصاب کردند. علت اعتراض آنها تعلیق تعدادی از کارگران معترض و همچنین اجرای ناقص طرح طبقه‌بندی مشاغل میباشد. در همین رابطه گروه صدای مستقل کارگران گروه ملی فولاد اهواز با صدور بیانیه‌ای اعلام کرد که برای رسیدگی به دردهای مشترک راهی به جز «اعتراضات در سطح خیابان‌ها و شهرها» وجود ندارد.

#### ۳ اسفند
بنابر گزارش «صدای مستقل کارگران گروه ملی فولاد»، اعتصاب کارگران بخش‌های مختلف گروه ملی صنعتی فولاد ایران در اهواز برای سومین روز ادامه یافت و آنها درهای این شرکت را بستند. این در حالی است که روز چهارشنبه دوم اسفند مدیریت گروه ملی صنعتی فولاد ایران، دستور ممانعت از ورود تعدادی دیگر از کارگران معترض را صادر کرد. اعتصاب صدها کارگر گروه ملی صنعتی فولاد ایران به دلیل تعلیق شماری از کارگران از کار و درخواست اجرای درست طرح طبقه‌بندی مشاغل، شروع شده است.

#### ۵ اسفند
به گزارش شورای سازماندهی اعتراضات کارگران غیر رسمی نفت (ارکان ثالث) جمعی از کارگران ارکان ثالث و پشتیبانی شرکت‌های پیمانکاری در پالایشگاه‌های پنجم، ششم و نهم مجتمع گاز پارس جنوبی تجمع اعتراضی برپا کردند. درخواست این کارگران عبارتند از: «حذف کامل شرکت‌های پیمانکاری، اجرای مرخصی ۲ هفته کار ۲ هفته مرخصی، بازگشت به کار فوری رانندگان تعلیقی شرکت‌های پیمانکاری، اصلاح و اجرای کامل طرح طبقه‌بندی مشاغل، تنظیم قراردادهای مستقیم کار با رانندگان شرکت‌های پیمانکاری.»

#### ۶ اسفند
گروهی از کارکنان مشغول به کار در منطقه عملیاتی سیری متعلق به شرکت نفت فلات قاره ایران تجمع اعتراضی برگزار کردند. «اصلاح کف حقوق، حذف سقف حقوق، حذف محدودیت حق‌ سنوات بازنشستگی، اجرای کامل ماده ۱۰ و پرداخت معوقات آن، عدم تفکیک مشاغل در مناطق عملیاتی و عدم دست‌درازی به صندوق بازنشستگی نفت» از جمله درخواست‌های این کارگران بودند.

#### ۷ اسفند
کارگران گروه ملی صنعتی فولاد ایران، در هفتمین روز اعتصاب خود در اهواز، در برابر در ورودی این شرکت تجمع اعتراضی داشتند و از ورود مدیرعامل به داخل شرکت ممانعت کردند.

#### ۱۰ اسفند
- کارگران شرکت ماشین‌سازی تبریز در اعتراض به عدم پرداخت حقوق و مزایای خود دست به اعتصاب زدند.[۷۶] مقامات این کارخانه وقتی با این اعتصاب مواجه شدند، روزهای ۹ و ۱۰ اسفند را تعطیل کردند تا تجمع اعتراضی کارگران انجام نشود.[۷۶] قبلا نیز کارگران این کارخانه به همین علت اعتصاب کردند.[۷۶]
- گروهی از کارگران کارخانه پتروشیمی مارون در محوطه این کارخانه دست به تجمع اعتراضی زده و خواهان رسیدگی به درخواست‌های خود شدند.[۷۷]

#### ۱۱ اسفند
- کانال «افکار نفت» اعلام کرد کارکنان نفت فلات قاره در جزیره لاوان تجمع اعتراضی برپا کرده و خواستار مطالبات بی‌پاسخ خود شدند.[۷۸] «حذف سقف‌حقوق، اصلاح کف‌حقوق، برکناری نفوذی‌ها و مدیران نالایق، اجرای کامل ماده۱۰، حذف محدودیت حق‌سنوات بازنشستگی، پرداخت بک-پی ماده۱۰ و عدم تفکیک مشاغل در مناطق عملیاتی» خواسته‌های معترضان بود.[۷۸]

#### ۱۲ اسفند
- گروهی از کارگران پیمانکاری مجتمع‌های گاز پارس جنوبی در برابر ساختمان اداری پالایشگاه‌های مجتمع گاز تجمع اعتراضی برپا کرده و خواهان رسیدگی به درخواست‌های خود شدند.[۷۹] ۱۴ روز کار و ۱۴ روز استراحت، بازنگری طرح طبقه‌‌بندی مشاغل و رسیدگی به وضعیت رانندگان استیجاری مهم‌ترین درخواست‌های این کارگران است.[۷۹]
- بنابر گزارش اتحادیه آزاد کارگران ایران، گروهی از کارکنان نیروگاه رودشور در اعتراض به معوقات مزدی به فعالیت‌های روزمره خود توقف زده و اعتصاب کردند.[۷۹]

#### ۱۳ اسفند
- گروهی از کارگران نگهبان قطار شهری اهواز در اعتراض به پرداخت نشدن مطالبات مزدی چند ماهه خود، در برابر سازمان قطار شهری اهواز و حومه تجمع اعتراضی برپا کردند.[۸۰]
- جمعی از کارگران بازنشسته سهامدار کارخانه ایران پوپلین رشت در برابر در ورودی کارخانه تجمع اعتراضی برپا کردند.[۸۰]

#### ۱۴ اسفند
گروهی از کارکنان شرکت آبفای شوش در اعتراض به عدم پرداخت چندین ماه از حقوق خود در محوطه این شرکت، تجمع اعتراضی برپا کردند.

#### ۱۶ اسفند
- به گزارش سندیکای کارگران شرکت واحد اتوبوسرانی تهران و حومه جمعی از رانندگان اتوبوسرانی تهران، در اعتراض به تعیین سقف عیدی از طرف شهرداری و عدم پرداخت عیدی پایان سال دست از کار کشیده و اعتصاب کردند.[۸۲][۸۳]
- در تهران گروهی از کارکنان شرکت فروشگاه‌های زنجیره‌ای رفاه، در اعتراض به عدم رسیدگی به مطالبات مزدی و پرداخت نشدن حق بیمه و عیدی در برابر دفتر مرکزی این شرکت تجمع اعتراضی برپا کردند.[۸۴]

#### ۱۷ اسفند
- به گزارش اتحادیه آزاد کارگران ایران، جمعی از کارگران شرکت بهره‌برداری صنایع نفتی (اُیکو) در اعتراض به عدم اجرای طرح طبقه‌بندی مشاغل در محوطه محل کار خود تجمع اعتراضی برپا کردند.[۸۴]
- گروهی از کارکنان شرکت سایپا آذین در اعتراض به معوقات مزدی خود به کار توقف زده و اعتصاب کردند.[۸۴]

#### ۱۹ اسفند
به گزارش شبکه‌های اجتماعی حداقل ۴۰۰ کارگر پیمانکاری در پتروشیمی «مارون» در ماهشهر از روز پنجشنبه ۱۷ اسفند، دست به اعتصاب زدند. بر اساس خبر شبکه‌های اجتماعی، این اعتصاب در اعتراض به عدم پرداخت ۴ ماه دستمزد کارگران برپا شده است.

#### ۲۰ اسفند
گروهی از کارگران ساختمان خطوط راه آهن آذربایجان در اعتراض به قرارداد جدید کار با پیمانکار، به کار خود توقف زده و اعتصاب کردند.

#### ۲۲ اسفند
به گزارش شبکه اجتماعی «اعتراض مدنی بازار»، نیروهای تحت پوشش شرکت صنایع انرژی ایران در «سایت یک آغاجاری» در اعتراض به عدم رسدیگی به درخواست‌هایشان دست به اعتصاب زدند. همچنین نیروهای پاکبان و کارگران شهرداری سر پل ذهاب در اعتراض به تعویق چند ماهه حقوق و همچنین نپرداختن عیدی در این شهر تجمع اعتراضی برپا کردند.

#### ۲۳ اسفند
- به گزارش کانال «افکار نفت»، ده‌ها تن از کارکنان شرکت بهره‌برداری نفت و گاز آغاجاری با تجمع در مقابل ساختمان مدیریت این شرکت تجمع اعتراضی برپا کردند.[۸۸]  آنها خواهان اصلاح کف حقوق، حذف سقف حقوق، حذف محدودیت حق سنوات بازنشستگی، برکناری مسئولان نالایق و اجرای کامل ماده ۱۰ شدند. تجمع‌های اعتراضی کارکنان این شرکت از ماه‌ها قبل شروع شده وهمچنان ادامه دارد.[۸۸]
- قریب به صد نفر از کارگران تعمیرات خط راه آهن یزد، در اعتراض به نداشتن امنیت شغلی، عدم پرداخت حقوق معوقه، فقدان بن کارگری و عدم بهره‌مندی از بیمه تکمیلی، در برابر استانداری یزد، دست به تجمع اعتراضی زدند.[۸۹]

#### ۲۴ اسفند
- به گزارش اتحادیه آزاد کارگران ایران، گروهی از کارگران شرکت سنگ آهن مرکزی بافق به علت عدم رسیدگی به مطالبات آنها در محل این شرکت تجمع اعتراضی برگزار کردند. مهمترین مطالبات پرسنل این شرکت واگذاری ۱۵ درصد سهام شرکت سنگ آهن به شهرستان، واگذاری سهام ترجیحی به پرسنل، جلوگیری از تعدیل نیرو در شرکت، احداث کارخانه‌های جوار معدنی می‌باشد[۹۰]
- به گزارش اتحادیه آزاد کارگران ایران گروهی از کارکنان پتروشیمی پتروناد آسیا دست از کار کشیده و اعتصاب کردند.[۹۰] این درحالی است که سه شنبه ۲۲ اسفند ۳۰ نفر از کارگران این شرکت توسط مدیرعامل این شرکت اخراج شده‌ بودند.[۹۰]

#### ۲۷ اسفند
- جمعی از نیروهای ارکان ثالث شرکت بهره‌برداری نفت و گاز گچساران در اعتراض به عدم رسیدگی به درخواست‌هایشان در محل این شرکت تجمع اعتراضی برگزار کردند.[۹۱] پرداخت کامل مطالبات مزدی، برابری در پرداخت‌ها، یکسان بودن مبالغ نفت‌کارت‌های نیروهای قراردادی با نیروهای رسمی و حذف پیمانکار نیروی انسانی از جمله خواسته‌های این معترضان می‌باشند.[۹۱]
- گروهی از کارگران فضای سبز منطقه آزاد چابهار به دلیل عدم رسیدگی به درخواست‌های آنها به فعالیت‌های روزانه توقف زدند و در برابر ساختمان سازمان معاونت خدمات شهری تجمع اعتراضی برپا کردند.[۹۱]
- به گزارش اتحادیه آزاد کارگران ایران، در کرج جمعی از کارگران شرکت راه آهن در اعتراض به عدم رسیدگی به درخواست‌هایشان به کار توقف زده و اعتصاب کردند که با دخالت نیروهای انتظامی مواجه شدند.[۹۱]
- جمعی از کارگران معدن زغال‌سنگ «همکار» در اعتراض به معوقات مزدی مربوط به دستمزد ماه‌‌های بهمن و اسفند سال جاری خود در برابر ساختمان فرمانداری راور تجمع اعتراضی برپا کردند.[۹۱]

## اعتصابات کارگری ۱۴۰۳ ایران

#### ۱ فروردین
کارگران راه آهن خراسان به دلیل پرداخت نشدن حقوق و مزایای خود دست از کار کشیدند و نخستین اعتصاب کارگری در سال جدید را زقم زدند. بنابر گزارش شبکه اجتماعی کارگران و کارکنان نگهداری خط و ابنیه فنی راه آهن، مزایای آخر سال این کارکنان پرداخت نشده و آنها در ورود به ماه رمضان و نوروز ۱۴۰۳ با مشکلات متعددی مواجه شده‌اند.

#### ۷ فروردین
جمعی از کارکنان و کارگران حفظ و نگهداری خط و ابنیه فنی راه آهن در ناحیه لرستان در اعتراض به رسیدگی نشدن به درخواست‌های خود به کار شان توقف زده و در محل کار خود اعتصاب کردند. آنها با پهن کردن سفره خالی سال نو بر روی خط آهن، نسبت به عدم پرداخت دستمزدشان اعتراض کردند.

#### ۱۰ فروردین
کانال تلگرامی «افکار نفت» نوشت که کارکنان شرکت فلات‌قاره جزیره لاوان در اعتراض به عدم دستیابی به درخواست‌هایشان، اولین تجمع اعتراضی خود در سال ۱۴۰۳ را برپا کردند. درخواست‌های این معترضان شامل: حذف سقف‌حقوق، برکناری نفوذی‌ها و مدیران نالایق، اصلاح کف‌ حقوق، اجرای کامل ماده ۱۰، پرداخت بک-پی ماده ۱۰، عدم تفکیک مشاغل در مناطق عملیاتی و حذف محدودیت حق‌سنوات بازنشستگی بوده است. این تجمع اعتراضی در منطقه عملیاتی لاوان در ادامه اعتراضات سال گذشته آنها بود که در پنجم، یازدهم و هجدهم اسفندماه ۱۴۰۲ برگزار شده بود.

#### ۱۴ فروردین
در اهواز گروهی از کارگران پیمانکاری خدمات شهری و فضای سبز شهرداری منطقه کوت عبدالله در اعتراض به‌ دریافت نکردن حقوق بهمن و اسفند سال قبل خود، در برابر استانداری این شهر تجمع اعتراضی برپا کردند.